# Dvoraktechniek
De Dvoraktechniek is een techniek voor subjectieve beoordeling van tropische cyclonen aan de hand van kenmerken, die zij op satellietbeelden, in zichtbaar licht en infrarood vertonen. De techniek wordt door verschillende instituten gebruikt en de beoordeling, uitgedrukt in T-nummers, Dvoraknummers of CI-nummers, wordt gepubliceerd door onder andere de Tropical Analysis and Forecast Branch (TAFB) van het National Hurricane Center, de NOAA/NESDIS Satellite Analysis Branch (SAB) en het Air Force Weather Agency (AFWA).

## Geschiedenis
| T-Nummer | Windsnelheid in knopen | Minimale Luchtdruk (in mbar) | Minimale Luchtdruk (in mbar) |
| T-Nummer | Windsnelheid in knopen | Atlantische Oceaan           | Noordwestelijke Grote Oceaan |
| --- | ---------------------- | ---------------------------- | ---------------------------- |
| 1,0 - 1,5 | 25                     | ----                         | ----                         |
| 2,0 | 30                     | 1009                         | 1000                         |
| 2,5 (tropische storm) | 35                     | 1005                         | 997                          |
| 3,0 | 45                     | 1000                         | 991                          |
| 3,5 | 55                     | 994                          | 984                          |
| 4,0 (orkaan, tyfoon) | 65                     | 987                          | 976                          |
| 4,5 | 77                     | 979                          | 966                          |
| 5,0 | 90                     | 970                          | 954                          |
| 5,5 (majeure orkaan) | 102                    | 960                          | 941                          |
| 6,0 (vierde categorie, super-tyfoon)                                                                                                   | 115                    | 948                          | 927                          |
| 6,5 | 127                    | 935                          | 914                          |
| 7,0 (vijfde categorie) | 140                    | 921                          | 898                          |
| 7,5 | 155                    | 906                          | 879                          |
| 8,0 | 170                    | 890                          | 858                          |
| Nota Bene: De luchtdrukken in het noordwestelijk deel van de Grote Oceaan zijn lager, omdat daar de gemiddelde luchtdruk ook lager is. |                        |                              |                              |

In 1974 ontwierp Vernon Dvorak, een Amerikaans meteoroloog deze techniek. Daarvoor was men voor het beoordelen van tropische cyclonen afhankelijk van de waarnemingen van schepen en verkenningsvliegtuigen. In de Atlantische Oceaan werden en worden tropische cyclonen regelmatig door verkenningsvliegtuigen geïnspecteerd, omdat Atlantische systemen, als zij niet naar het noorden afbuigen, ergens één of meerdere keren in de Nieuwe Wereld zullen landen. In het gebied van de oostelijke Grote Oceaan komt een tropische cycloon zelden aan land en deze systemen worden dan ook zelden door verkenningsvliegtuigen onderzocht (alleen als een tropische cycloon dreigt te landen of voor wetenschappelijke doeleinden interessant lijkt, bijvoorbeeld als hij de vijfde categorie bereikt). Oorspronkelijk gebeurde het interpreteren van de gegevens met de Dvoraktechniek door meteorologen. In 1984 werd de techniek verfijnd met het integreren van de beoordeling van infraroodbeelden, dat toen een nieuw hulpmiddel was. Het nadeel van de techniek was dat er te veel variatie in de beoordeling ontstond. Iedere meteoroloog zal een net iets verschillend punt toekennen aan dezelfde satellietfoto. Dit werd in 1991 opgelost door de computer; er kwam een computerprogramma, dat de gegevens interpreteerde en daardoor de reproduceerbaarheid van de techniek mogelijk maakte. Tegenwoordig is de techniek nog steeds belangrijk voor het beoordelen van tropische cyclonen. Vaak worden tropische cyclonen in het bassin van de noordoostelijke, centrale en noordwestelijke Grote Oceaan alleen op basis van satellietbeelden beoordeeld.

## Uitgangspunten
De techniek gaat ervan uit, dat er een relatie is tussen de organisatiegraad (uiterlijke kenmerken) en de intensiteit van een tropische cycloon. Een tropische cycloon zal in de verschillende stadia van zijn ontwikkeling kenmerken vertonen, die zijn intensiteit en organisatiegraad weerspiegelen. Het interpreteren van deze kenmerken geeft een schatting van de intensiteit van een tropische cycloon. Ook kan men de verkregen gegevens in de tijd met elkaar vergelijken en zo zien of een tropische cycloon in intensiteit toeneemt, afneemt, dan wel stabiel blijft. Aan het systeem wordt een T-nummer en een CI-nummer (CI staat voor Current Intensity of huidige intensiteit) toegekend. Beide nummers lopen op een schaal van 1,0 (tropische onweersstoring of tropische depressie) tot 8,0 (krachtige vijfde categorie orkaan of super-tyfoon). Het T-nummer en CI-nummer zijn altijd aan elkaar gelijk, tenzij de cycloon in kracht afneemt, dan is het CI-nummer hoger, omdat de degeneratie van de organisatie voorop loopt op de afname van de windsnelheid.

## De techniek
Er worden bepaalde kenmerken van een tropische storm beoordeeld, waardoor een bepaald T-nummer wordt bepaald voor de cycloon. De curve of spiraal wordt beoordeeld, de schering wordt beoordeeld, de cirrusbewolking, veroorzaakt door de onweerswolken in de oogrokken wordt beoordeeld (in het Engels Central Dense Overcast genoemd) en het oog wordt beoordeeld.

### De curve
Hier wordt de curve van de sliert bewolking gemeten rond het centrum van de tropische cycloon. Het gaat hier om de onweerswolken in de lagere luchtlagen, niet om de cirrus, die zij in latere stadia zullen veroorzaken. Hoe meer de bewolking zich om het centrum heen wikkelt, des te hoger het T-nummer en des te hoger de intensiteit.
- T 1,0: De bewolkingscurve beslaat vanuit het centrum gezien minder dan 72° booggraden of 0,2 deel van een cirkel om het centrum van de cycloon.
- T 2,0: De bewolkingscurve beslaat vanuit het centrum gezien 144° of 0,4 deel van een cirkel om het centrum van de cycloon.
- T 2,5: Nu ontstaan er een spiraal, die het centrum voor meer dan 216° of 0,6 deel van een cirkel omgeeft
- T 3,0: De spiraal omringt nu bijna het hele centrum, ten minste 288° of 0,8 deel van een cirkel.
- T 3,5: De spiraal van de net onder de orkaandrempel verkerende tropische cycloon gaat meer dan één keer rond het centrum. Iets meer dan één volledige cirkel, meer dan 360°.
- T 4,0: De spiraal van de orkaan beschrijft 1,35 deel van een cirkel om het centrum, 486°.
- T 4,5: De spiraal van de orkaan beschrijft 1,70 deel of meer van een cirkel om het centrum.

### De schering
De schering wordt bepaald door de afstand tussen de wolkenspiraal en de rand van het centrum van een tropische cycloon. hieraan wordt een T-nummer gekoppeld. Hoe kleiner die afstand, des te sterker is de intensiteit van de tropische cycloon.
- T 1,5: De afstand tussen de spiraal en de rand van het centrum bedraagt minder dan 1,25 breedtegraad. Één breedtegraad is gelijk aan 60 zeemijlen, dus 1 1/4° = 75 zeemijl.
- T 2,5: De afstand tussen de spiraal en de rand van het centrum bedraagt minder dan 1 breedtegraad of 60 zeemijlen.
- T 3,0: De afstand tussen de spiraal en de rand van het centrum bedraagt minder dan 0,75 breedtegraad of 45 zeemijlen.
- T 3,5: De kop van de spiraal is voor ten minste 1/3 breedtegraad, 20 zeemijlen onder de Central Dense Overcast, de schijf van cirrusbewolking binnengedrongen.

### De schijf van cirrusbewolking,CDO
De beoordeling van de Central Dense Overcast is ingewikkelder. De CDO is de schijf of curve van cirrusbewolking, die door de onweerswolken in de oogrokken wordt veroorzaakt. Dit zijn de hoogste wolken in een tropische cycloon en zij tonen de uitstoot van de cycloon. Zij worden door de anticyclonische circulatie van de uitstoot uit het oog gedreven, wat op satellietbeeld een engelenhaarachtig uiterlijk geeft. Deze wolken bevatten ijskristallen en zijn dan ook het koudst. Hoe kouder de toppen van deze bewolking, des te meer convectie en des te sterker de orkaan. Het T-nummer, dat aan dit fenomeen wordt toegekend bestaat uit twee componenten; de diameter van de CDO en de mate waarin de cirrusbewolking (CDO) zich om het centrum heen wikkelt (net zoals bij de lagere bewolking hierboven beschreven). Het T-nummer wordt bepaald door de volgende formule:
T-nummer = Central Feature (diameter CDO) + Banding Feature (kromming CDO)

#### Diameter cirrusbewolking,Central Feature, CF
De diameter wordt ook hier in breedtegraden uitgedrukt. Als de CDO mooi en regelmatig van vorm is geldt:
- CF 2: Diameter CDO is 3/4 breedtegraad, 45 zeemijl
- CF 3: Diameter CDO is 1 1/4 breedtegraad, 75 zeemijl
- CF 4: Diameter CDO is 1 3/4 breedtegraad, 105 zeemijl
- CF 5: Diameter CDO is 2 1/4 breedtegraad, 135 zeemijl

Is de CDO niet regelmatig gevormd, dan geldt
- CF 2: Diameter CDO is ongeveer 1° à 1,5° (60 tot 90 zeemijl)
- CF 2: Diameter CDO is méér dan 1,5° (90 zeemijl)

#### Kromming van de cirrusbewolking,Banding Feature
Eerst wordt de breedte van de band met cirrusbewolking geschat en ingeschaald op 1/2 breedtegraad of 1 breedtegraad.
Voor bandbreedte van 1/2 ° geldt:
- BF 0,5: De band wikkelt zich voor meer dan de helft rond het centrum of het in ontwikkeling zijnde oog.
- BF 1,0: De band wikkelt zich helemaal rond het centrum of het in ontwikkeling zijnde oog.
- BF 1,5: De band wikkelt zich voor meer dan één en een kwart omwenteling rond het centrum of het in ontwikkeling zijnde oog.
- BF 2,0: De band wikkelt zich twee maal volledig rond het centrum of het in ontwikkeling zijnde oog.

Voor bandbreedte van 1° geldt:
- BF 0,5: De band wikkelt zich voor een derde of meer rond het centrum of het in ontwikkeling zijnde oog.
- BF 1,0: De band wikkelt zich voor twee derde of meer rond het centrum of het in ontwikkeling zijnde oog.
- BF 1,5: De band wikkelt zich voor driekwart of meer rond het centrum of het in ontwikkeling zijnde oog.
- BF 2,0: De band wikkelt zich helemaal rond het centrum of het in ontwikkeling zijnde oog.

### De beoordeling van het oog
De beoordeling van het oog gebeurt op zichtbaar licht mede door de beoordeling van de cirrus hierboven beschreven. Een echte beoordeling van het oog geschiedt met infraroodbeelden. Daarmee wordt namelijk het temperatuurverschil tussen het oog en de oogrok gemeten. In de oogrokken vindt de krachtigste convectie plaats met als gevolg dat de temperatuur daar het laagst is. In het oog daarentegen, daalt droge lucht, die in het midden van de cycloon zit opgesloten naar beneden. Daardoor lost eventuele bewolking in het oog op en stijgt de temperatuur. Er geldt, dat hoe groter het temperatuurverschil tussen oog en oogrok is, des te sterker de intensiteit van de cycloon. Op grond van het temperatuurverschil en hoe dit zich uit op infraroodbeelden wordt er een T-nummer toegekend.

## Gebruik en voorbeelden

### Gebruik
Het National Hurricane Center gebruikt vaak Dvoraknummers in zijn beschouwingen. Een voorbeeld uit beschouwing 3 van tropische depressie 24 (de latere Wilma) van 16 oktober 2005:

BOTH TAFB AND SAB CAME IN WITH A DVORAK SATELLITE INTENSITY ESTIMATE OF T2.5/35 KT. HOWEVER ...OFTENTIMES THE SURFACE WIND FIELD OF LARGE DEVELOPING LOW PRESSURE SYSTEMS LIKE THIS ONE WILL LAG ABOUT 12 HOURS BEHIND THE SATELLITE SIGNATURE. THEREFORE... THE INITIAL INTENSITY HAS ONLY BEEN INCREASED TO 30 KT.

In vertaling:
Zowel de TAFB als de SAB schatten de intensiteit op basis van de Dvoraktechniek op T2,5 of 35 knopen. Echter...vaak ligt bij omvangrijke, zich ontwikkelende lagedrukgebieden als deze de windsnelheid aan het aardoppervlak twaalf uur achter op wat op grond van satellietbeelden verwacht mag worden. Daarom ... is de oorspronkelijke (lees: huidige) intensiteit slechts verhoogd tot 30 knopen. 

Dit voorbeeld laat zien dat ook andere factoren kunnen meewegen in het bepalen van de intensiteit.

### Notatie
Vaak worden T-nummer gebruikt in rapporten, uitkomsten van modellen en beschouwingen gebruikt. Één methode verdient bijzondere aandacht, omdat zij vaak gebruikt wordt en in staat stelt veel informatie in enkele cijfers te vatten. Gecodeerd ziet dat er zo uit:

Ttt/CI/Lvv/xxh00

- De T staat voor 'Tropisch' (als het om een sub-tropische cycloon gaat, staat er 'ST').

- Op de plaats van de letters tt staat het huidige Dvoraknummer.

- Op de plaats van de letters CI (Current Intensity) staat de huidige intensiteit, gebaseerd op windsnelheden.

- Op de plaats van de L (Laatste wijziging) staat een letter die aangeeft hoe de tropische cycloon ten opzichte van de laatste observatie, die onder xx staat, is veranderd. Een D staat voor Developing, ontwikkelend en betekent, dat de intensiteit is toegenomen. Een W staat voor Weakening, Verzwakkend en wil zeggen, dat de intensiteit is afgenomen. Een S staat voor Stabiel.

- Op de plaats van de letters vv staat het verschil in T-nummers vermeld.

- Onder xx vult men het aantal uren in, dat het geleden is dat de laatste observatie heeft plaatsgevonden.

T3,5/3,5/D1,0/24h00

Het bovenstaande vertelt dus, dat een tropische cycloon met windsnelheden tot 55 knopen, sinds gisteren (24 uur geleden) 1 punt is toegenomen in intensiteit. Gisteren had het systeem een T-nummer van 2,5 (3,5 - 1,0 = 2,5), dat staat voor een minimale tropische storm.
Ander voorbeeld:

T4,5/5,5/W1,0/24h00

Hier gaat het om een derde-categorie orkaan, die op zijn retour is. Het satellietbeeld geeft een T-nummer van 4,5 behorend tot een sterke eerste-categorieorkaan. De cycloon heeft echter nog windsnelheden tot 185 km/uur; huidige intensiteit is 5,5. Dit past bij een verzwakkende tropische cycloon, omdat de degeneratie van de structuur op satellietbeeld voorop loopt op het teruglopen van de windsnelheid. De afgelopen 24 uur is het T-nummer 1 punt teruggelopen, maar de windsnelheid heeft daarop nog niet gereageerd. Waarschijnlijk zal de windsnelheid echter ook snel teruglopen.

### Voorbeelden
Hieronder enkele voorbeelden van tropische cyclonen met bijbehorende Dvoraknummers.
|                                    |                                     |                            |                                   |
| Wilma als tropische storm met T3,0 | Dennis als tropische storm met T4,0 | Jeanne als orkaan met T5,0 | Emily als majeure orkaan met T6,0 |

## Voetnoten
1. ↑  Satellite and Information Service Division, Dvorak Current Intensity Chart. National Oceanic and Atmospheric Administration (April 17, 2005). Geraadpleegd op 12 juni 2006.
2. ↑  NHC Tropical Depression 24 Discussion Number 3. NOAA. Geraadpleegd op 29 mei 2006.